# Pieter Dirksen

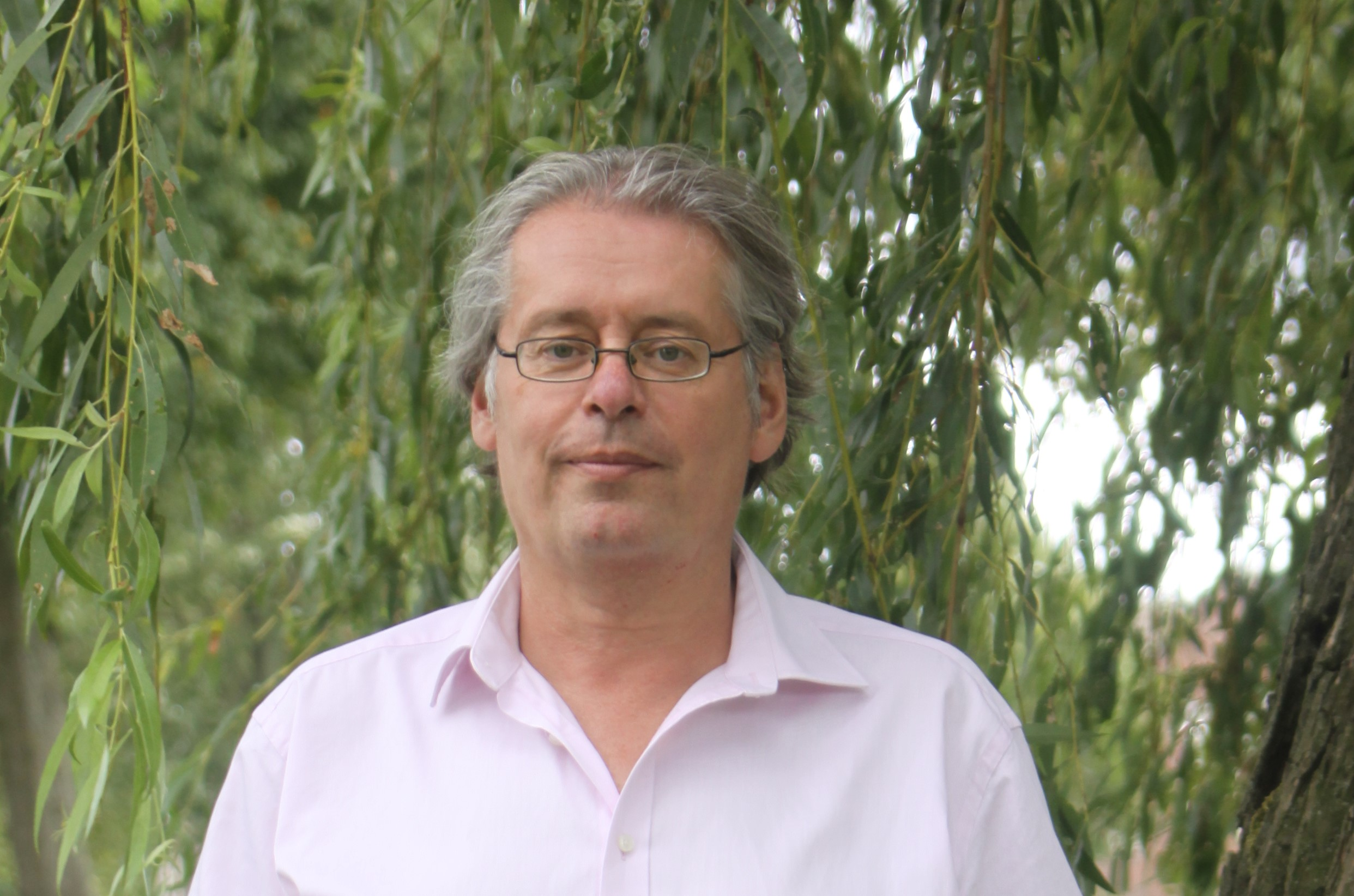
Pieter Dirksen

Pieter Dirksen (*  1961 in Brisbane) ist ein niederländischer Cembalist, Organist und  Musikwissenschaftler.

## Leben
Dirksen promovierte 1996 an der Universität Utrecht cum laude mit einer Dissertation über die Tastenmusik von Jan Pieterszoon Sweelinck, welcher außerdem mit einem Praemium Erasmianum ausgezeichnet wurde. Er veröffentlichte Studien und Editionen im Bereich der nordeuropäischen Musik, hauptsächlich für Tasteninstrumente, von Sweelinck bis Bach, ist Redaktionsberater des Bach-Jahrbuchs und hält Vorträge und Seminare.
Pieter Dirksen ist Mitglied und künstlerischer co-Leiter des «Combattimento» (ehemals «Combattimento Consort Amsterdam») und Leiter von «Himmelsburg». Als Continuo-Spieler spielt er mit verschiedenen anderen Orchestern und Ensembles. Darüber hinaus gibt er Solokonzerte zu Cembalo und (historischen) Orgeln im In- und Ausland sowie Meisterkurse unter anderem in Haarlem, Utrecht, Göteborg, Leufsta Bruk, Leipzig, Palencia, Smarano, Basel, Moskau, Rochester, Stavanger und Cambridge. Er ist Titularorganist an der historischen Orgel von Andries Severijn (um 1650) in der Martinuskerk in Cuijk.

## Publikationen

### Tonträger (Auswahl)
- Georg Böhm: Orgelchoräle (1996)
- Johann Sebastian Bach: 17 Konzertbearbeitungen für Cembalo (1999)
- Louis Couperin: Pièces d’Orgue (2005)
- (mit La Suave Melodia): Johan Schenck: Il Giardino Armonico (Welt-Erstaufnahme, 2007)
- Johann Sebastian Bach: Kunst der Fuge (2007)
- Heinrich Scheidemann: Harpsichord Music (Welt-Erstaufnahme, 2008)
- (mit Cassandra Luckhardt): Johann Sebastian Bach: Gambensonaten (2009)
- Johann Sebastian Bach: Goldberg Variations & Canonic Variations (2010)
- (mit verschiedenen Spielern) Jan Pieterszoon Sweelinck: De orgel- en klavecimbelwerken (2013–2014)
- (mit Vincent van Laar): Franz Tunder: Orgelwerke (2015)
- Johann Sebastian Bach: Toccatas for Harpsichord (2021)
- François Couperin: Pièces d’Orgue (2021)
- (mit Combattimento) Bach Restored: Four Concertos and a Partita, reconstructed by Pieter Dirksen (2024)

### Editionen (Auswahl)
- Psalm Variations from Lynar B 7 (1996)
- H. Scheidemann: Sämtliche Werke für Clavier (2000)
- (mit Jean Ferrard): Pieter Cornet: Complete Keyboard Music (2001)
- Johann Christoph Bach: Werke für Clavier (2002)
- The „Lynar“ Virginal Book (2002)
- J. P. Sweelinck: Sämtliche Werke für Tasteninstrumente, Bd. 4 – Lied- und Tanzvariationen (2004)
- Johann Adam Reincken: Sämtliche Orgelwerke – Choralfantasien und Toccaten (2005)
- J. P. Sweelinck: Sämtliche Werke für Tasteninstrumente, Bd. 2 – Fantasien (2007)
- Dieterich Buxtehude (?): Nun freut euch, lieben Christen gmein [Erstedition] (2007)
- J. S. Bach: Sämtliche Orgelwerke, Bd. 5 – Sonaten, Trios, Konzerte (2010)
- Samuel Scheidt: Handschriftlich überlieferte Clavierwerke (2011)
- J. S. Bach: Triosonate g-Moll (Rekonstruktion nach BWV 76/8 und 528) (2013)
- J. S. Bach: Sämtliche Orgelwerke, Bd. 3 – Fantasien, Fugen (2016)
- J. S. Bach: Kantate BWV 188, „Ich habe meine Zuversicht“ [Rekonstruktion] (2017)
- H. Scheidemann: Choralfantasien für Orgel (2022)
- J. S. Bach: Kantate BWV 197a, „Ehre sei Gott in der Höhe“ [Rekonstruktion] (2022)
- Johann Jakob Froberger: [Sämtliche] Suiten für Cembalo (2023)

### Monographien
- [Hrsg.] The Harpsichord and its Repertoire (1992)
- Studien zur Kunst der Fuge von Johann Sebastian Bach (1994)
- The Keyboard Music of Jan Pieterszoon Sweelinck (1997)
- [Hrsg.] Sweelinck Studies (2002)
- Heinrich Scheidemann’s Keyboard Music (2007)
- [Hrsg.] De geheimen van de Matthäus-Passion. Handwerk en mystiek van een meesterwerk (2010)
- Jan Pieterszoon Sweelinck - De Orpheus van Amsterdam (2021)
- Jan Pieterszoon Sweelinck - The Orpheus of Amsterdam (2025)

### Aufsätze (Auswahl)
- Sweelinck’s Opera Dubia – a Contribution to the Study of His Keyboard Music (1986)
- Der Umfang des handschriftlich überlieferten Clavierwerkes von Samuel Scheidt (1991)
- The Background to Bach’s Fifth Brandenburg Concerto (1992)
- Scheidemann, Scheidt und die Toccata (2000)
- De Sweelinck-overlevering in de Zuidelijke Nederlanden (2001)
- (mit Rudolf Rasch): Eine neue Quelle zu Frobergers Cembalosuiten (2001)
- Perspectives on John Bull’s Keyboard Music after 1613 (2002)
- Die Kantate „Erfreute Zeit im neuen Bunde“ BWV 83 und die Rolle der Violine in Bachs erstem Leipziger Jahrgang (2002)
- The Sweelinck Paradox: Researching, Analysing and Performing Sweelinck’s Keyboard Music (2002)
- Bachs „Acht Choralfughetten“ – Ein unbeachtetes Leipziger Sammelwerk? (2002)
- Dieterich Buxtehude and the Chorale Fantasia (2003)
- New Perspectives on Lynar A1 (2003)
- Ein verschollenes Weimarer Kammermusikwerk Johann Sebastian Bachs? Zur Vorgeschichte der Sonate e-Moll für Orgel (2003)
- Zum Fantasiebegriff bei Samuel Scheidt (2006)
- The Enigma of the stylus phantasticus and Dieterich Buxtehude’s Praeludium in G Minor BuxWV 163 (2006)
- Eine wenig bekannte Quelle zur Aufführungspraxis bei Georg Friedrich Händel (2007)
- J.S. Bach’s Violin Concerto in G Minor (2008)
- Zur geistlichen Vokalmusik Nicolaus Adam Strungks (2009)
- J. S. Bach und die Tradition der Choralpartita (2009)
- Zur Echtheit der Johann Christoph Bach (1642–1703) zugeschriebenen Clavierwerke (2010)
- Zur Umfang des erhaltenen Orgelwerks von Wilhelm Friedemann Bach (2012)
- Orlando Gibbons’s Keyboard Music: The Continental Perspective (2013)
- Bach’s Fantasia and Fugue in G minor BWV 542 (2016)
- Towards a Canon of the Keyboard Music of John Bull (2017)
- Georg Böhm’s Keyboard Music: Questions of Authorship and Connections with the Music of Johann Sebastian Bach (2018)
- Buxtehude und Bach: Neue Perspektiven (2019)
- François Couperin’s „Mysterieuse“ fourth harpsichord book (2019)
- Bach’s chorale partita Ach, was soll ich Sünder machen, BWV 770 (2019)
- Auf den Spuren von Johann Sebastian Bachs Flötenkonzerten (2020)
- (mit Michiel Roscam Abbing): Eustachius Hackert - Een onbekende leerling van Sweelinck (2021)
- Sweelinckiana (2021)
- J.S. Bach, the fuga contraria, and the Lutheran Concept of Inversion (2021)